# Taricha granulosa
Sa giông da nhám (Danh pháp khoa học: Taricha granulosa) là một loài sa giông trong họ Salamandridae, đây là một trong những loài lưỡng cư có độc.

## Đặc điểm
Sa giông da nhám là một loài động vật lưỡng cư ở khu vực Bắc Mỹ. Loài sa giông cực độc giết đối thủ trong nháy mắt, với làn da chứa chất độc tetrodotoxin, sa giông da nhám có thể thách thức bất cứ con vật săn mồi nào dám động vào chúng, chẳng hạn như loài sa giông da nhám cực độc giết ếch bò trong nháy mắt. 

## Phân loài
Loài này có hai phân loài:
- Taricha granulosa granulosa
- Taricha granulosa mazamae